# Johann V. (Brandenburg)
Johann V. „der Erlauchte“ (lateinisch Illustris), (* August 1302; † Anfang April 1317 zu Spandau) war seit dem Tod des Vaters Markgraf von Brandenburg.
Seine Eltern waren Markgraf Hermann „der Lange“ von Brandenburg und Anna von Österreich, Tochter Albrechts I., römisch-deutscher König, Herzog von Österreich und König von Böhmen.
Mit dem Tod des Vaters, kam er gemäß den überlieferten Rechtsgebräuchen im sächsischen Raum, unter die Vormundschaft des Markgrafen Waldemar von Brandenburg, der aus der älteren, Johanneischen Linie Brandenburgs stammte. Nach einem schwierigen Start, die noch vom Vater bestimmten altmärkischen Vormünder des Sohnes wollten eine Johanneische Einmischung unter allen Umständen verhindern, konnte sich Waldemar letztendlich durchsetzen, wobei seine Verlobung und schließliche Vermählung mit einer Schwester Johanns die ausschlaggebende Rolle spielte.
Das Verhältnis zwischen Mündel und Vormund war zeitlebens vertrauensvoll.
Im August 1314 wurde er mit 12 Jahren mündig und übernahm die selbstständige Regentschaft in den brandenburgischen Landesteilen der Ottonischen Linie. Am 16. August urkundete er eigenständig im Jagdschloss zu Werbellin.
Johann war verheiratet mit Katharina von Glogau († 1327), Tochter Herzog Heinrichs III. von Glogau und Sagan. Vermittelt wurde die Ehe mit der schlesischen Prinzessin wahrscheinlich von Johanns Mutter Anna, die nach Abschluss der Trauerzeit im Jahre 1310 den niederschlesischen Herzog Heinrich VI. von Breslau geheiratet hatte. Vollzogen wurde die Ehe wegen des jugendlichen Alters der Brautleute wahrscheinlich nie, denn Markgraf Johann starb überraschend mit nur 14 Jahren, so dass er keine Nachkommen hinterließ.
Mit dem frühen Tod Johanns starb die Salzwedeler Linie (Ottonische Linie) der Askanier im Mannesstamme aus. Die umfangreichen Ländereien fielen an die ältere Stendaler Linie (Johanneische Linie), an Markgraf Waldemar, wodurch die seit 1258 eingeleitete Teilung Brandenburgs beendet war.
Die Begräbnisfeierlichkeiten fanden zu Ostern 1317 (4. oder 5. April) in Spandau statt. Sie wurden von Markgraf Waldemar ausgerichtet. Einer Urkunde zugunsten des Klosters Lehnin entnehmen wir einen Teil der Trauergäste, so den Herzog Rudolf von Sachsen-Wittenberg, die Bischöfe Johann von Brandenburg und Stephan von Lebus etc.
Johanns Leichnam wurde anschließend ins Kloster Lehnin gebracht, wo er in der Grablege seiner Vorväter zur letzten Ruhe gebettet wurde.
Den Beinamen der Erlauchte erhielt Johann erst in späteren Zeiten. Durch eine Missdeutung des lateinischen Adjektivs illustris, den üblicherweise die anderen Markgrafen als ehrendes Beiwort ebenfalls trugen, wurde ihm dieser Titel als Beiname angedichtet. Aus dem erlauchten Markgrafen (illustris Marchio) wurde Johann der Erlauchte. Generation auf Generation Chronisten übernahmen dies in der Folge kritiklos.
Geschwister
- Agnes (~1298–1334) ⚭ 1309 mit Waldemar von Brandenburg, Markgräfin von Brandenburg; in zweiter Ehe 1319 mit Otto dem Milden, Herzogin zu Braunschweig und Lüneburg.
- Judith (Jutta) von Brandenburg-Salzwedel (~1301–1353), Erbin der Pflege Coburg, verheiratet mit Graf Heinrich VIII. von Henneberg-Schleusingen († 1347)
- Mathilde von Brandenburg-Salzwedel († 1323), Erbin der Niederlausitz, heiratete Herzog Heinrich IV. von Schlesien-Glogau († 1342)